# ミンハーグ
ミンハーグ（מִנהָג minhāgh "Custom", Minhag, pl. minhāghīm）とは、容認された伝統（accepted tradition）とか、伝統の集合体（group of traditions）を示すヘブライ語であり、聖書やラビ文献に起源がなく、地域社会で発生したものも多い。
関連するコンセプトにヌッサフ נֻסַּח Nusach、ノーサフ נֹסַחといったものがあり、これは礼拝の形のこと。
例えば、ヨーム・キップールの前夜におけるアシュケナジム系のカッパーロート（カッパーラー、鶏を供える）は聖書における古代の習慣が形を変えて発生したミンハーグの一種である。
ミンハーグはハラーハーの学者から非難を受けた歴史もあった。

## ヌッサフ
ヌッサフ (Nusach) は通常、上記の定義が当てられ、また「コミュニティの〈ミンハーグ〉」ととらえることも一般的である。伝統的なユダヤ教は「ヌッサフ」の観点から、（広義にも狭義にも）以下の通りの区分される。
- ミンハーグ・サファラド Minhag Sefarad: 一般にさまざまなサファラドの典礼を指すが、儀礼に含まれるカバラの要素で義務とされるもの・支障がないと許されるものを示す。
- ミンハーグ・エド・ハミズラフ Minhag Edot hamizrach: サファラドのミンハーグの影響を多少なりとも受ける。
- ヌッサフ・タイメン Nusach Teiman: さらに細かく地域ごとに区分される。
  - ミンハーグ・バラディ Minhag Baladi シリア
  - ミンハーグ・シャミ Minhag Shami ダマスカス
- ミンハーグ・イタリアニ Minhag Italiani
- ヌッサフ・アシュケナジム Nusach Ashkenaz: おおまかにハシディズムではないアシュケナジムの儀礼を指す。さらに細分化される。
  - ミンハーグ・アシュケナジム Minhag Ashkenaz アシュケナジム系
  - ミンハーグ・ポリン Minhag Polin ポーランド系
- ヌッサフ・サファラドもしくはヌッサフ・アシュケナジム  Nusach Sfard or Nusach ARI (アシュケナジムのハシディズムの儀礼で、サファラドのカバラの影響が色濃い。)

## 関連文献
習俗について
- Rabbi M. Greenglass; Rabbi Y. Groner (1966). Sefer HaMinhagim
  - 翻訳版  The Book of Chabad-Lubavitch Customs. Sichos In English Pub. (1998). ISBN 0826605559
  - 目次
- Rabbi Abraham Chill (1978). The Minhagim: The Customs and Ceremonies of Judaism, Their Origins and Rationale. Sepher Hermon. ISBN 0872030776
- Rabbi Abraham Bloch (1978). The Biblical and Historical Background of Jewish Customs and Ceremonies. Ktav. ISBN 0870683381
- Rabbi Alfred Kolatch (1995). Jewish Book of Why. Jonathan David. ISBN 0824603141

ユダヤ人とは
- Rabbi Hayim Donin (1991). To Be a Jew: A Guide to Jewish Observance in Contemporary Life. Basic Books. ISBN 0465086322
- Rabbi Leo Trepp (1980). The Complete Book of Jewish Observance. Behrman House Publishing. ISBN 0671417975

ラビ文献について
- Rabbi Yaakov ben Moshe Levi Moelin (1556). Minhagei Maharil. Maharil
- Rabbi Isaac Tyrnau (1566) (ヘブライ語) (pdf). Sefer HaMinhagim ヘブライ語の全文
- Rabbi A. I. Sperling (1896) (ヘブライ語). Ta'amei HaMinhagim
  - 翻訳版  (英語) Reasons for Jewish customs and traditions. Bloch Pub. Co. (1968). ISBN 081970184X